# Karim Coulibaly
Abdou Karim Coulibaly (Bakel, 3 juni 1993) is een Senegalees-Frans voetballer die doorgaans als linksbuiten speelt.

## Carrière
Karim Coulibaly werd geboren in het Senegalese Bakel, maar vertrok al op jonge leeftijd naar Frankrijk. Hier speelde hij vanaf 2013 bij AS Nancy, waarmee hij in zijn eerste seizoen uit de Ligue 1 degradeerde. Na enkele jaren in de Ligue 2, werd hij met Nancy in het seizoen 2015/16 kampioen van de Ligue 2, en promoveerde daardoor naar de Ligue 1. In het seizoen 2016/17 degradeerde Nancy weer naar de Ligue 2. Coulibaly vertrok in de zomer van 2017 naar Willem II. Deze transfer werd geen succes, in drie seizoenen kwam hij weinig in actie. Hij verruilde Willem II in januari 2020 voor SC Toulon. Van 2020 tot 2021 speelde hij voor US Orléans. Sinds 2021 speelt hij voor SAS Épinal.

### Clubstatistieken

#### Beloften
| Seizoen                    | Club            | Land            | Competitie                      | Competitie | Competitie | Totaal | Totaal |
| Seizoen                    | Club            | Land            | Competitie                      | Wed.       | Dlp.       | Wed.   | Dlp.   |
| -------------------------- | --------------- | --------------- | ------------------------------- | ---------- | ---------- | ------ | ------ |
| 2010/11                    | AS Nancy II     | Frankrijk       | Championnat de France amateur   | 0          | 0          | 0      | 0      |
| 2011/12                    | AS Nancy II     | Frankrijk       | Championnat de France amateur   | 7          | 1          | 7      | 1      |
| 2012/13                    | AS Nancy II     | Frankrijk       | Championnat de France amateur   | 18         | 3          | 18     | 3      |
| 2013/14                    | AS Nancy II     | Frankrijk       | Championnat de France Amateur 2 | 8          | 3          | 8      | 3      |
| 2014/15                    | AS Nancy II     | Frankrijk       | Championnat de France Amateur 2 | 2          | 0          | 2      | 0      |
| 2015/16                    | AS Nancy II     | Frankrijk       | Championnat de France Amateur 2 | 2          | 1          | 2      | 1      |
| 2016/17                    | AS Nancy II     | Frankrijk       | Championnat de France Amateur 2 | 8          | 2          | 8      | 2      |
| 2020/21                    | US Orléans II   | Frankrijk       | Championnat de France Amateur 2 | 1          | 1          | 1      | 1      |
| Totaal beloften            | Totaal beloften | Totaal beloften | Totaal beloften                 | 46         | 11         | 46     | 11     |
| Bijgewerkt op 28 juni 2023 |                 |                 |                                 |            |            |        |        |

#### Senioren
| Seizoen                    | Club            | Land            | Competitie           | Competitie | Competitie | Beker | Beker | Overig | Overig | Totaal | Totaal |
| Seizoen                    | Club            | Land            | Competitie           | Wed.       | Dlp.       | Wed.  | Dlp.  | Wed.   | Dlp.   | Wed.   | Dlp.   |
| -------------------------- | --------------- | --------------- | -------------------- | ---------- | ---------- | ----- | ----- | ------ | ------ | ------ | ------ |
| 2012/13                    | AS Nancy        | Frankrijk       | Ligue 1              | 9          | 0          | 2     | 0     | 0      | 0      | 11     | 0      |
| 2013/14                    | AS Nancy        | Frankrijk       | Ligue 2              | 19         | 3          | 1     | 1     | 2      | 0      | 22     | 4      |
| 2014/15                    | AS Nancy        | Frankrijk       | Ligue 2              | 25         | 6          | 0     | 0     | 1      | 1      | 26     | 7      |
| 2015/16                    | AS Nancy        | Frankrijk       | Ligue 2              | 15         | 1          | 1     | 0     | 1      | 0      | 17     | 1      |
| 2016/17                    | AS Nancy        | Frankrijk       | Ligue 1              | 9          | 0          | 2     | 1     | 3      | 0      | 14     | 1      |
| 2017/18                    | Willem II       | Nederland       | Eredivisie           | 3          | 0          | 0     | 0     | 0      | 0      | 3      | 0      |
| 2018/19                    | Willem II       | Nederland       | Eredivisie           | 4          | 0          | 0     | 0     | 0      | 0      | 4      | 0      |
| 2019/20                    | Willem II       | Nederland       | Eredivisie           | 1          | 0          | 0     | 0     | 0      | 0      | 1      | 0      |
| 2019/20                    | SC Toulon       | Frankrijk       | Championnat National | 1          | 0          | 0     | 0     | 0      | 0      | 1      | 0      |
| 2020/21                    | US Orléans      | Frankrijk       | Championnat National | 2          | 0          | 1     | 1     | 0      | 0      | 3      | 1      |
| 2021/22                    | SAS Épinal      | Frankrijk       | National 2           | 13         | 9          | 0     | 0     | 0      | 0      | 13     | 9      |
| 2022/23                    | SAS Épinal      | Frankrijk       | National 2           | 28         | 7          | 2     | 0     | 0      | 0      | 30     | 7      |
| Totaal senioren            | Totaal senioren | Totaal senioren | Totaal senioren      | 129        | 26         | 9     | 3     | 7      | 1      | 145    | 30     |
| Carrièretotaal             | Carrièretotaal  | Carrièretotaal  | Carrièretotaal       | 175        | 37         | 9     | 3     | 7      | 1      | 191    | 41     |
| Bijgewerkt op 28 juni 2023 |                 |                 |                      |            |            |       |       |        |        |        |        |

## Erelijst
- Kampioen Ligue 2: 2015/16